# Roar Johansen
Pour les articles homonymes, voir Johansen.
Roar Johansen, né le 8 juillet 1935 à Fredrikstad et mort le 23 octobre 2015 dans la même ville, est un footballeur norvégien.

## Carrière
Défenseur à Fredrikstad, de 1952 à 1967, il remporte le championnat de Norvège à quatre reprises en 1954, 1957, 1960 et 1961, et la Coupe de Norvège en 1958, 1962 et 1966.
Il joue huit matchs en Coupe d'Europe des clubs champions avec Fredrikstad. Il joue également deux matchs en Coupe des coupes avec cette équipe.
Johansen compte 61 sélections en équipe de Norvège, dont un record de 54 consécutives entre le 18 septembre 1960 et le 24 septembre 1967. 
Il joue son premier match avec la Norvège le 28 mai 1958, en amical contre les Pays-Bas (0-0 à Oslo). Il reçoit sa dernière sélection le 24 septembre 1967, contre le Danemark, dans le cadre du championnat nordique (lourde défaite 0-5 à Oslo).
Il est à quatre reprises capitaine de la sélection norvégienne, et participe notamment à la victoire surprise de la Norvège sur la  Yougoslavie en 1965 (3-0, match rentrant dans le cadre des éliminatoires du mondial 1966).
Il devient ensuite entraîneur de Fredrikstad. Il meurt le 23 octobre 2015, à 80 ans.